# Gielniewo
Gielniewo [pronunciación en polaco: /ɡʲɛlˈɲɛvɔ/] es un pueblo ubicado en el distrito administrativo de Gmina Suwałki, dentro del condado de Suwałki, Voivodato de Podlaquia, en el noreste de Polonia.